# Passage de la Réale
Le passage de la Réale est une voie située dans le 1er arrondissement de Paris, en France.

## Origine du nom

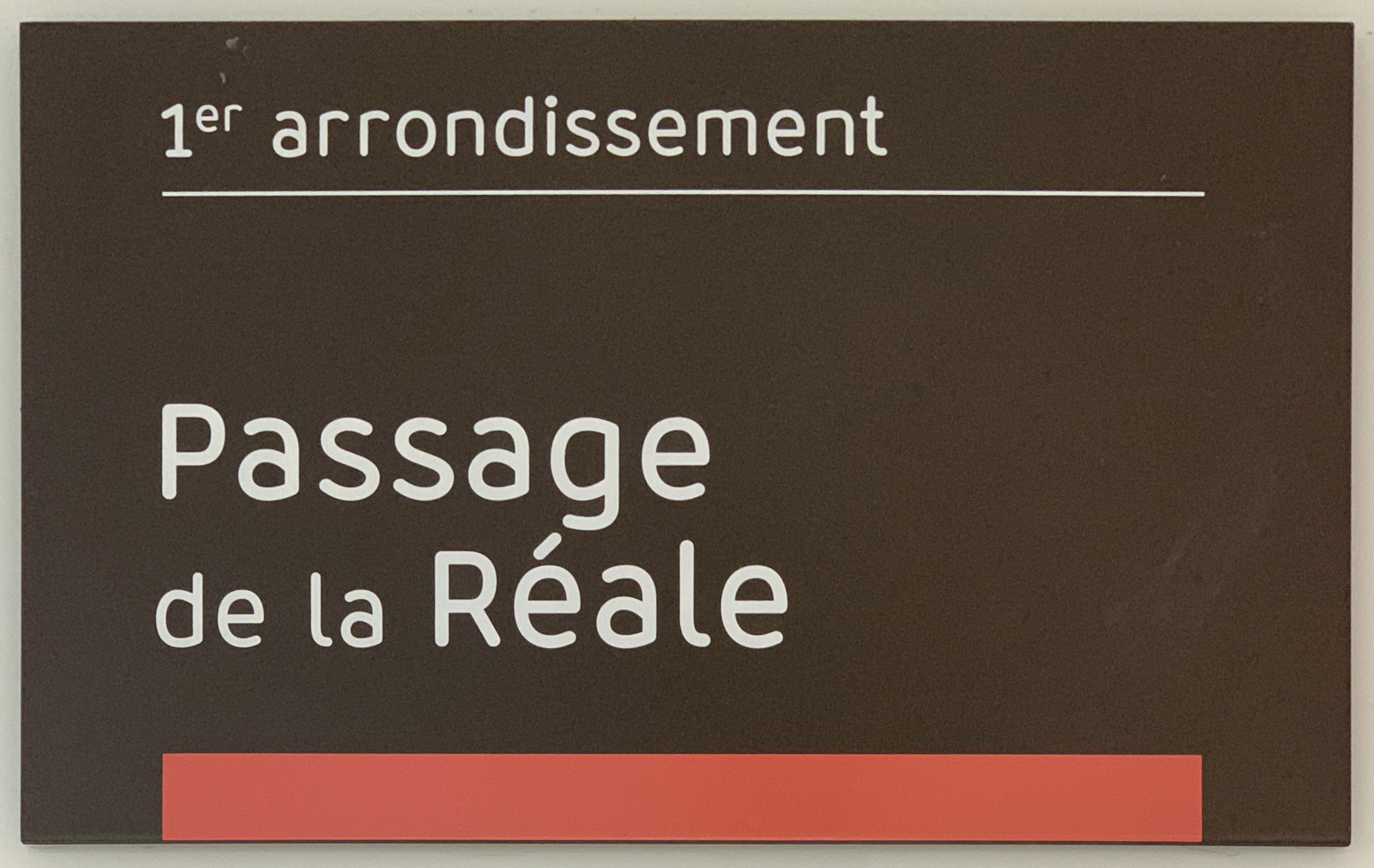
Plaque du passage.

## Situation et accès
Le passage de la Réale est situé sur le pourtour de la place Basse (située en contrebas au niveau -3), en vis-à-vis du balcon Saint-Eustache, desservant notamment le palier de la porte Rambuteau et la rue Pirouette, au niveau -2 du secteur Forum Central des Halles (Forum des Halles).

## Historique
Cette voie a été créée lors de l’aménagement du secteur Forum Central des Halles (Forum des Halles).
Le passage de la Réale a été nommé par l’arrêté municipal du 18 décembre 1996.